# Limido Comasco
Limido Comasco (lombardul: Limed vagy Limid) település Olaszországban, Lombardia régióban, Como megyében. Lakosainak száma 3861 fő (2023. január 1.). Limido Comasco Cislago, Fenegrò, Lurago Marinone, Turate és Mozzate községekkel határos.

## Népesség
A település lakossága az elmúlt években az alábbi módon változott:
| Lakosok száma | 3822 | 3828 | 3861 |
|               | 2017 | 2018 | 2023 |